# Menopausa
La menopausa o climateri és el moment en què els períodes menstruals s'aturen de manera permanent, marcant el final de l'etapa reproductiva de la dona humana. Es defineix com la crisi endocrina i vegetativa que tenen les dones, i que es caracteritza per una sèrie de fenòmens que afecten tot l'organisme, deguts primordialment a la claudicació ovàrica.
Per aquest fet, el mateix cos atura la producció d'òvuls, ja que els ovaris són incapaços de respondre a les gonadotropines. Possiblement, com a finalitat compensadora, hi ha un reforç de l'activitat de la hipòfisi, la tiroide i les suprarenals. Clínicament, hom pot considerar el començament del climateri en el moment de la desaparició fisiològica de la menstruació (menopausa), que se sol esdevenir entre els 45 i els 55 anys, i alguns autors assenyalen la mitjana vora els cinquanta anys, però novament existeix una gran variabilitat tant individual com cultural. Sovint, la desaparició de la menstruació va precedida de trastorns del cicle (oligomenorrea, polimenorrea, hipermenorrea), tot i que vora un 30% de les dones presenten com a únic fenomen climatèric l'acabament de la menstruació. En aquesta fase de la vida sexual de la dona, podem diferenciar entre dos quadres: l'endocrí i el clínic.
La fertilitat de la dona comença a disminuir cap als trenta anys i arriba una edat en la qual aquesta és pràcticament nul·la o s'atura definitivament. Normalment es produeix entre els 45 i els 55 anys, encara que el moment exacte pot variar. La menopausa sol ser un canvi natural relacionat amb una disminució dels nivells d'estrògens en sang circulant.
Pot ocórrer abans en els que fumen tabac. Altres causes inclouen la cirurgia que elimina els dos ovaris, alguns tipus de quimioteràpia o qualsevol cosa que condueixi a una disminució dels nivells hormonals. A nivell fisiològic, la menopausa es produeix per una disminució de la producció dels ovaris de les hormones estrògens i progesterona. Tot i que normalment no és necessari, mesurar els nivells d'hormones a la sang o l'orina pot confirmar un diagnòstic. La menopausa és el contrari de la menarquia, el moment en què comencen els períodes.
En els anys anteriors a la menopausa, els períodes d'una dona normalment es tornen irregulars, la qual cosa significa que els períodes poden ser més llargs o més curts, o ser més lleugers o més intensos en la quantitat de flux. Durant aquest temps, les dones sovint experimenten fogots; aquests solen durar entre 30 segons i deu minuts i es poden associar amb tremolors, suors nocturns i enrogiment de la pell. Els fogots poden repetir-se durant quatre o cinc anys. Altres símptomes poden incloure sequedat vaginal, problemes per dormir i canvis d'humor. La gravetat dels símptomes varia entre les dones. La menopausa abans dels 45 anys es considera "menopausa precoç", i quan la insuficiència ovàrica/l'extirpació quirúrgica dels ovaris es produeix abans dels 40 anys s'anomena "insuficiència ovàrica prematura".
Els professionals mèdics sovint defineixen la menopausa com que s'ha produït quan una dona no ha tingut cap sagnat menstrual durant un any. També es pot definir per una disminució de la producció d'hormones per part dels ovaris. En aquells que han tingut una cirurgia per extirpar l'úter però encara tenen ovaris en funcionament, encara no es considera que s'hagi produït la menopausa. Després de l'extirpació de l'úter, els símptomes de la menopausa solen aparèixer abans. La menopausa iatrogènica es produeix quan els dos ovaris s'extirpen quirúrgicament (ooforectomia) juntament amb l'úter per motius mèdics.
Els professionals mèdics sovint defineixen la menopausa com que s'ha produït quan una dona no ha tingut cap sagnat menstrual durant un any. També es pot definir per una disminució de la producció d'hormones per part dels ovaris. En aquells que han tingut una cirurgia per extirpar l'úter però encara tenen ovaris en funcionament, encara no es considera que s'hagi produït la menopausa. Després de l'extirpació de l'úter, els símptomes de la menopausa solen aparèixer abans. La menopausa iatrogènica es produeix quan els dos ovaris s'extirpen quirúrgicament (ooforectomia) juntament amb l'úter per motius mèdics.
El tractament mèdic de la menopausa consisteix principalment a millorar els símptomes i prevenir la pèrdua òssia. Els símptomes lleus es poden millorar amb el tractament. Pel que fa als fogots, sovint es recomana evitar la nicotina, la cafeïna i l'alcohol; dormir nu en una habitació fresca i utilitzar un ventilador pot ajudar. El tractament més eficaç per als símptomes de la menopausa és la teràpia hormonal de la menopausa (MHT). Les teràpies no hormonals per als fogots inclouen la teràpia cognitiva-conductual, la hipnosi clínica, la gabapentina, el fezolinetant o els inhibidors selectius de la recaptació de serotonina. Aquests no milloraran símptomes com el dolor articular o la sequedat vaginal, que afecten més del 55% de les dones. L'exercici pot ajudar amb problemes de son. Moltes de les preocupacions sobre l'ús de MHT plantejades per estudis més antics ja no es consideren barreres per a la MHT en dones sanes. No s'han trobat proves d'alta qualitat sobre l'eficàcia de la medicina alternativa.

## Signes i símptomes

Símptomes de la menopausa

Durant la transició de la menopausa primerenca, els cicles menstruals es mantenen regulars, però l'interval entre cicles comença a allargar-se. Els nivells hormonals comencen a fluctuar. L'ovulació pot no produir-se amb cada cicle.
El terme menopausa fa referència a un moment en el temps que segueix un any després de l'última menstruació. Durant la transició a la menopausa i després de la menopausa, les dones poden experimentar una àmplia gamma de símptomes. Tanmateix, per a les dones que entren en la transició de la menopausa sense tenir cicles menstruals regulars (a causa d'una cirurgia prèvia, altres afeccions mèdiques o anticoncepció hormonal en curs), la menopausa no es pot identificar per patrons d'hemorràgia i es defineix com la pèrdua permanent de la funció ovàrica.

### Vagina, úter i bufeta (tracte urogenital)

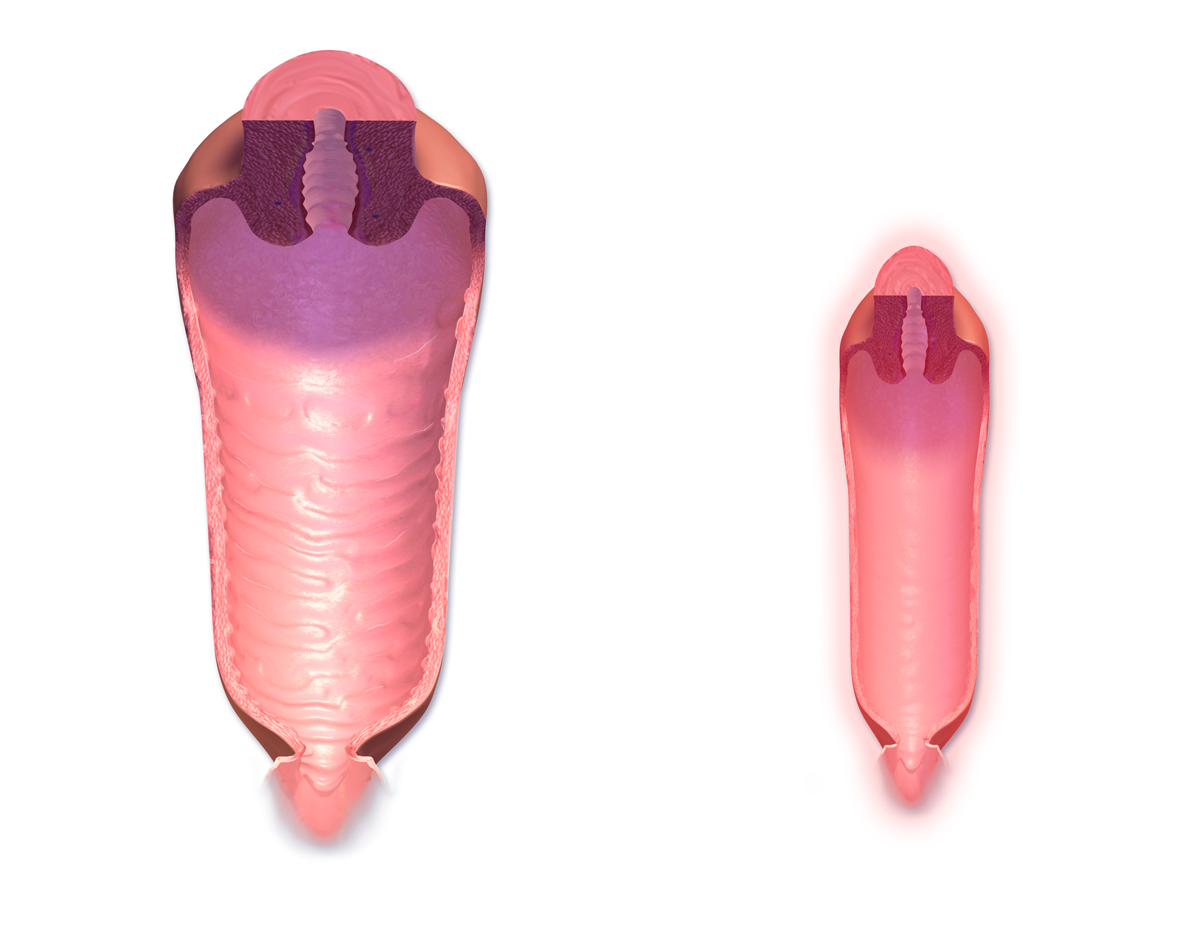
Mida del canal vaginal abans i després de la menopausa, demostrant atròfia vaginal

Durant la transició a la menopausa, els patrons menstruals poden mostrar un cicle més curt (entre 2 i 7 dies); segueixen sent possibles cicles més llargs. Pot haver -hi sagnat irregular (més lleuger, més pesat, taques). El sagnat uterí disfuncional sovint és experimentat per les dones que s'acosten a la menopausa a causa dels canvis hormonals que acompanyen la transició de la menopausa. Les taques o les hemorràgies poden estar relacionades simplement amb l'atròfia vaginal, una llaga benigna (pòlip o lesió) o pot ser una resposta endometrial funcional. La Societat Europea de Menopausa i Andropausa ha publicat directrius per a l'avaluació de l'endometri, que sol ser la principal font de taques o hemorràgies.
En dones postmenopàusiques, però, qualsevol sagnat vaginal no programat és preocupant i requereix una investigació adequada per descartar la possibilitat de malalties malignes.
Els símptomes urogenitals poden aparèixer durant la menopausa i continuar durant la postmenopausa i inclouen relacions sexuals doloroses, sequedat vaginal i vaginitis atròfica (aprimament de les membranes de la vulva, la vagina, el coll uterí i el tracte urinari extern). També pot haver-hi una reducció considerable i una pèrdua d'elasticitat de totes les àrees genitals externes i internes. També es pot produir urgència urinària i incontinència urinària en algunes dones.

### Altres efectes físics

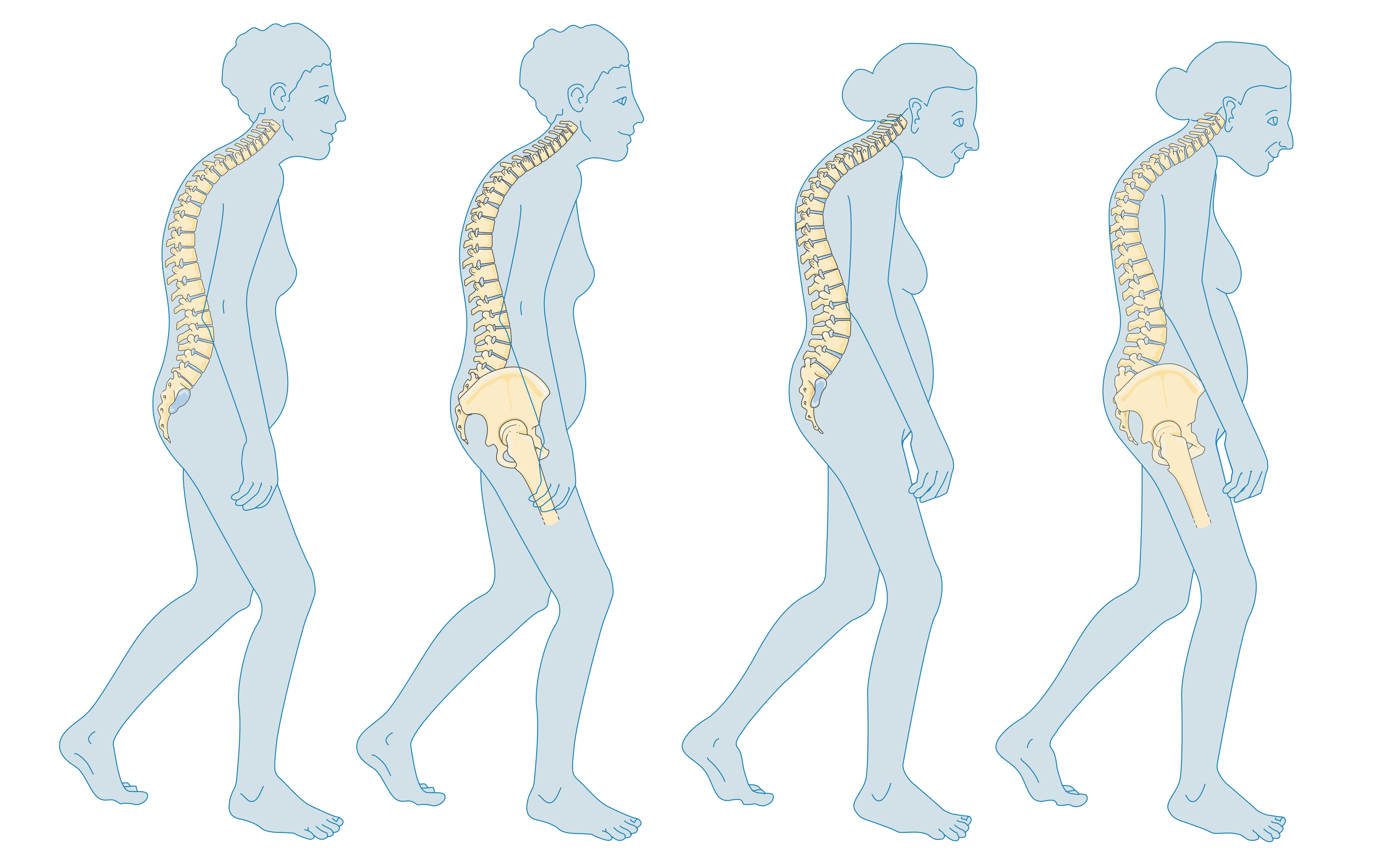
La densitat mineral òssia, especialment de les vèrtebres, disminueix amb la menopausa.

Els símptomes físics més comuns de la menopausa són suors nocturns intensos i fogots (també coneguts com a símptomes vasomotors). Els problemes de son i l'insomni també són freqüents. Es poden informar altres símptomes físics que no són específics de la menopausa, però que poden agreujar-s'hi, com ara manca d'energia, dolor articular, rigidesa, mal d'esquena, augment de pit, dolor de pit, palpitacions del cor, mal de cap, marejos, sequedat, picor de la pell, aprimament, formigueig de la pell, augment de pes, rosàcia.

### Efectes d'estat d'ànim i memòria
Sovint s'informa de símptomes psicològics, però no són específics de la menopausa i poden ser causats per altres factors. Inclouen ansietat, mala memòria, incapacitat per concentrar-se, estat d'ànim depressiu, irritabilitat, canvis d'humor i menys interès per l'activitat sexual.
El deteriorament cognitiu relacionat amb la menopausa es pot confondre amb el deteriorament cognitiu lleu que precedeix a la demència. Hi ha proves de petites disminucions de la memòria verbal, de mitjana, que poden ser causades pels efectes de la disminució dels nivells d'estrògens al cervell, o potser per la reducció del flux sanguini al cervell durant els fogots. No obstant això, aquests tendeixen a resoldre's per a la majoria de les dones durant la postmenopausa. Els informes subjectius de problemes de memòria i concentració estan associats a diversos factors, com la manca de son i l'estrès.

### Efectes a llarg termini

###### Salut cardiovascular
L'exposició a estrògens endògens durant els anys reproductius proporciona a les dones protecció contra les malalties cardiovasculars, que es perden al voltant de 10 anys després de l'inici de la menopausa. La transició a la menopausa s'associa amb un augment de la massa grassa (predominantment en greix visceral), un augment de la resistència a la insulina, dislipèmia i disfunció endotelial. Les dones amb símptomes vasomotors durant la menopausa semblen tenir un perfil cardiometabòlic especialment desfavorable, així com les dones amb inici prematur de la menopausa (abans dels 45 anys). Aquests riscos es poden reduir mitjançant la gestió dels factors de risc, com el tabaquisme, la hipertensió, l'augment de lípids a la sang i el pes corporal.

###### Salut dels ossos
Les taxes anuals de pèrdua de densitat mineral òssia són més altes començant un any abans de l'últim període menstrual i continuant durant els dos anys posteriors. Així, les dones postmenopàusiques tenen un major risc d'osteopènia, osteoporosi i fractures .

## Causes
La menopausa és un esdeveniment normal en la vida d'una dona i una part natural de l'envelliment. La menopausa també es pot induir precoçment. La menopausa induïda es produeix com a resultat d'un tractament mèdic com la quimioteràpia, la radioteràpia, l'ooforectomia o les complicacions de la lligadura de trompes, la histerectomia, la salpingooforectomia unilateral o bilateral o l'ús de leuprorelina.

### Edat
La menopausa es produeix normalment entre els 47 i els 54 anys d'edat. Segons diverses dades, més del 95% de les dones tenen l'últim període entre els 44 i els 56 anys (mediana 49-50). El 2% de les dones menors de 40 anys, el 5% entre els 40 i els 45 anys i el mateix nombre entre els 55 i els 58 anys tenen el darrer sagnat. L'edat mitjana de l'últim període als Estats Units és de 51 anys, a Rússia és de 50 anys, a Grècia és de 49 anys, a Turquia és de 47 anys, a Egipte és de 47 anys i a l'Índia és de 46 anys. Més enllà de la influència de la genètica, aquestes diferències també es deuen a condicions ambientals primerenques i s'associen amb efectes epigenètics. La transició de la menopausa o perimenopausa que porta a la menopausa sol durar de 3 a 4 anys (de vegades fins a 5-14 anys).
La malaltia celíaca no diagnosticada i no tractada és un factor de risc per a la menopausa precoç. La malaltia celíaca pot presentar diversos símptomes no gastrointestinals, en absència de símptomes gastrointestinals, i la majoria dels casos s'escapa del reconeixement oportú i no es diagnostica, la qual cosa comporta un risc de complicacions a llarg termini. Una dieta estricta sense gluten redueix el risc. Les dones amb diagnòstic i tractament precoç de la malaltia celíaca presenten una durada normal de la vida fèrtil.
Les dones que s'han sotmès a una histerectomia amb conservació de l'ovari passen per la menopausa de mitjana 1,5 anys abans de l'edat prevista.

### Insuficiència ovàrica prematura
En casos rars, els ovaris d'una dona deixen de funcionar a una edat molt primerenca, des de l'edat de la pubertat fins als 40 anys. Això es coneix com a insuficiència ovàrica prematura o insuficiència ovàrica prematura (POI) i afecta entre l'1 i el 2% de les dones als 40 anys. Es diagnostica o es confirma per nivells sanguinis elevats d'hormona fol·liculoestimulant (FSH) i hormona luteïnitzant (LH) en almenys tres ocasions amb almenys quatre setmanes de diferència.
La insuficiència ovàrica prematura pot estar relacionada amb un trastorn autoimmune i, per tant, pot aparèixer amb altres trastorns autoimmunes com la malaltia de la tiroide, la [insuficiència suprarenal] i la diabetis mellitus. Altres causes inclouen la quimioteràpia, ser portador del gen de la síndrome X fràgil i la radioteràpia. No obstant això, en aproximadament el 50-80% dels casos d'insuficiència ovàrica prematura, la causa es desconeix, és a dir, és generalment idiopàtica.
La menopausa precoç pot estar relacionada amb el tabaquisme, un índex de massa corporal més alt, factors racials i ètnics, malalties i l'extirpació de l'úter.

### Menopausa quirúrgica
La menopausa es pot induir quirúrgicament per ooforectomia bilateral (eliminació d'ovaris), que sovint, però no sempre, es fa juntament amb l'extirpació de les trompes de Fal·lopi (salpingooforectomia) i l'úter (histerectomia). El cessament de les menstruacions com a resultat de l'extirpació dels ovaris s'anomena "menopausa quirúrgica". Els tractaments quirúrgics, com ara l'extirpació d'ovaris, poden fer que els períodes s'aturin completament. La caiguda sobtada i completa dels nivells hormonals pot produir símptomes d'abstinència extrems, com ara fogots, etc. Els símptomes de la menopausa precoç poden ser més greus.

## Mecanisme
La transició de la menopausa, i la postmenopausa en si, és un canvi natural, no sol ser un estat de malaltia o un trastorn. La causa principal d'aquesta transició és l'esgotament natural i l'envelliment de la quantitat finita d'oòcits ( reserva ovàrica ). Aquest procés de vegades s'accelera per altres afeccions i se sap que es produeix abans després d'una àmplia gamma de procediments ginecològics com la histerectomia (amb i sense ovariectomia ), l'ablació de l'endometri i l'embolització de l'artèria uterina. L'esgotament de la reserva ovàrica provoca un augment dels nivells circulants d'hormona fol·liculoestimulant (FSH) i hormona luteïnitzant (LH) perquè hi ha menys oòcits i fol·licles que responen a aquestes hormones i produeixen estrògens. La transició té un grau variable d'efectes.
Les etapes de la transició de la menopausa s'han classificat segons el patró d'hemorràgia informat de la dona, recolzat per canvis en els nivells de l'hormona estimulant del fol·licle (FSH) de la hipòfisi.

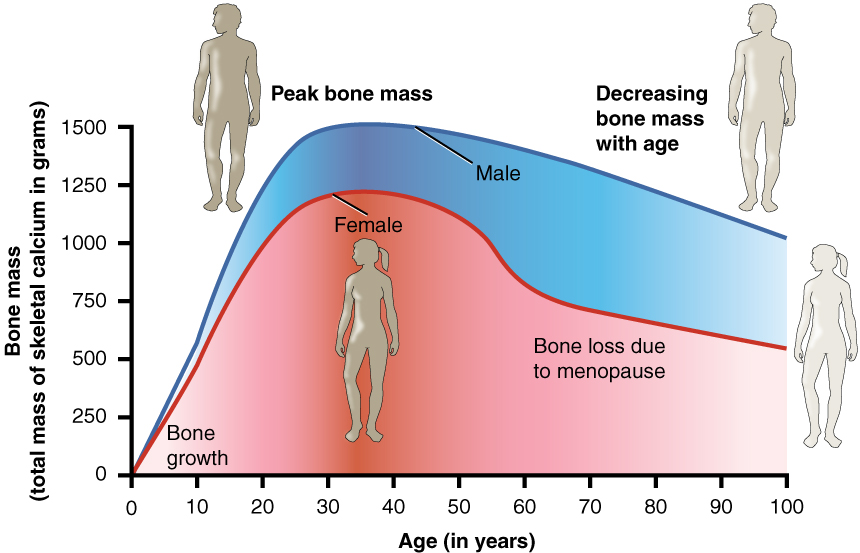
La pèrdua òssia a causa de la menopausa es produeix a causa dels canvis en els nivells hormonals de la dona.

En les dones més joves, durant un cicle menstrual normal, els ovaris produeixen estradiol, testosterona i progesterona en un patró cíclic sota el control de la FSH i l'hormona luteïnitzant (LH), que són produïdes per la glàndula pituïtària. Durant la perimenopausa (aproximació a la menopausa), els nivells d'estradiol i els patrons de producció es mantenen relativament sense canvis o poden augmentar en comparació amb les dones joves, però els cicles es tornen freqüentment més curts o irregulars. Es suposa que l'augment d'estrògens que s'observa sovint és en resposta a nivells elevats de FSH que, al seu torn, es suposa que és causat per la disminució de la retroalimentació de la inhibina. De la mateixa manera, es planteja la hipòtesi que la disminució de la retroalimentació d'inhina després de la histerectomia contribueix a l'augment de l'estimulació ovàrica i a la menopausa més primerenca.
La transició de la menopausa es caracteritza per variacions marcades, i sovint dramàtiques, en els nivells de FSH i estradiol. Per això, les mesures d'aquestes hormones no es consideren guies fiables de l'estat exacte de la menopausa d'una dona.
La menopausa es produeix a causa de la forta disminució de la producció d'estradiol i progesterona per part dels ovaris. Després de la menopausa, els estrògens segueixen produint-se principalment per l'aromatasa en els teixits grassos i es produeixen en petites quantitats en molts altres teixits com els ovaris, els ossos, els vasos sanguinis i el cervell on actua localment. La caiguda substancial dels nivells circulants d'estradiol a la menopausa afecta molts teixits, des del cervell fins a la pell.
En contrast amb la caiguda sobtada de l'estradiol durant la menopausa, els nivells de testosterona total i lliure, així com el sulfat de dehidroepiandrosterona (DHEAS) i l'androstenediona sembla que disminueixen de manera més o menys constant amb l'edat. No s'ha observat cap efecte de la menopausa natural sobre els nivells circulants d'andrògens. Així, els efectes específics dels teixits de la menopausa natural no es poden atribuir a la pèrdua de la producció d'hormones androgèniques.
Els fogots i altres símptomes vasomotors i corporals que acompanyen la transició a la menopausa s'associen amb la insuficiència d'estrògens i els canvis que es produeixen al cervell, principalment l'hipotàlem, i impliquen una interacció complexa entre els neurotransmissors kisspeptina, neuroquinina B i dinorfina, que es troben a les neurones KNDy del nucli infundibular.

### Envelliment ovàric
S'estima que la disminució de la retroalimentació d'inhibina després de la histerectomia contribueix a augmentar l'estimulació ovàrica i a una menopausa més primerenca. S'ha observat un envelliment ovàric accelerat després de l'ablació de l'endometri. Tot i que és difícil demostrar que aquestes cirurgies són causatives, s'ha plantejat la hipòtesi que l'endometri pot estar produint factors endocrins que contribueixen a la retroalimentació endocrina i la regulació de l'estimulació ovàrica. L'eliminació d'aquests factors contribueix a un esgotament més ràpid de la reserva ovàrica. S'ha plantejat la hipòtesi que la reducció del subministrament de sang als ovaris que es pot produir com a conseqüència de la histerectomia i l'embolització de l'artèria uterina contribueix a aquest efecte.
Els mecanismes de reparació de l'ADN deteriorats poden contribuir a l'esgotament més precoç de la reserva ovàrica durant l'envelliment. A mesura que les dones envelleixen, els trencaments de doble cadena s'acumulen a l'ADN dels seus fol·licles primordials. Els fol·licles primordials són oòcits primaris immadurs envoltats per una sola capa de cèl·lules de la granulosa. Hi ha un sistema enzimàtic als oòcits que normalment repara amb precisió les ruptures de doble cadena de l'ADN. Aquest sistema de reparació s'anomena "reparació recombinacional homòloga " i és especialment eficaç durant la meiosi. La meiosi és el procés general pel qual es formen les cèl·lules germinals en tots els eucariotes sexuals; sembla ser una adaptació per eliminar de manera eficient els danys a l'ADN de la línia germinal.
Els oòcits primaris humans estan presents en una etapa intermèdia de la meiosi, anomenada profase I (vegeu Oogènesi). L'expressió de quatre gens clau de reparació de l'ADN que són necessaris per a la reparació recombinacional homòloga durant la meiosi (BRCA1, MRE11, Rad51 i ATM) disminueix amb l'edat en els oòcits. Aquesta disminució relacionada amb l'edat de la capacitat de reparar els danys de doble cadena de l'ADN pot explicar l'acumulació d'aquests danys, que probablement contribueixin a l'esgotament de la reserva ovàrica.

## Diagnòstic
Les maneres d'avaluar l'impacte en les dones d'alguns d'aquests efectes de la menopausa, inclouen el qüestionari de l'escala climatèrica de Greene, l'escala de Cervantes i l'escala de valoració de la menopausa.

### Perimenopausa
El terme "perimenopausa", que literalment significa "al voltant de la menopausa", es refereix a la transició de la menopausa anys abans de la data de l'episodi final de flux. Segons la North American Menopause Society, aquesta transició pot durar de quatre a vuit anys. El Center for Menstrual Cycle and Ovulation Research la descriu com una fase de sis a deu anys que acaba 12 mesos després de l'últim període menstrual.
Durant la perimenopausa, els nivells d'estrògens són de mitjana un 20-30% més alts que durant la premenopausa, sovint amb grans fluctuacions. Aquestes fluctuacions causen molts dels canvis físics durant la perimenopausa, així com durant la menopausa, especialment durant els darrers 1-2 anys de perimenopausa (abans de la menopausa). Alguns d'aquests canvis són sufocacions, suors nocturns, dificultat per dormir, canvis d'humor, sequedat o atròfia vaginal, incontinència, osteoporosi i malalties del cor. La perimenopausa també s'associa amb una major probabilitat de depressió (que afecta entre el 45 i el 68 per cent de les dones perimenopàusiques), que és el doble de probabilitats d'afectar aquelles amb antecedents de depressió.
Durant aquest període, la fertilitat disminueix però no es considera que arribi a zero fins a la data oficial de la menopausa. La data oficial es determina retroactivament, un cop transcorreguts 12 mesos des de l'última aparició de sang menstrual.
La transició de la menopausa comença normalment entre els 40 i els 50 anys (mitjana 47,5). La durada de la perimenopausa pot ser de fins a vuit anys. Les dones sovint, però no sempre, començaran aquestes transicions (perimenopausa i menopausa) més o menys al mateix temps que ho va fer la seva mare.
Algunes investigacions semblen demostrar que la suplementació de melatonina en dones perimenopàusiques pot millorar la funció tiroidal i els nivells de gonadotropina, així com restaurar la fertilitat i la menstruació i prevenir la depressió associada a la menopausa.

### Postmenopausa
Postmenopausa es refereix a l'estat de les dones que no han experimentat cap flux menstrual durant un mínim de 12 mesos, assumint que tenen un úter i no estan embarassades ni lactants. En dones sense úter, la menopausa o la postmenopausa es poden identificar mitjançant una anàlisi de sang que mostra un nivell de FSH molt alt. Així, la postmenopausa és el moment de la vida d'una dona que té lloc després de l'últim període o, més exactament, després del moment en què els seus ovaris es tornen inactius.
En dones amb úter o sense, la menopausa o la postmenopausa també es poden identificar mitjançant una anàlisi de sang que mostra un nivell d'hormona fol·liculoestimulant molt alt, superior a 25 UI/L en una extracció de sang aleatòria; augmenta a mesura que els ovaris es tornen inactius. La FSH continua augmentant, ja que el seu homòleg estradiol continua baixant durant uns 2 anys després de l'últim període menstrual, després del qual els nivells de cadascuna d'aquestes hormones s'estabilitzen. S'ha estimat que el període d'estabilització després de l'inici de la postmenopausa precoç dura de 3 a 6 anys, de manera que la postmenopausa precoç dura uns 5 a 8 anys, durant els quals desapareixen els efectes d'abstinència d'hormones, com ara els fogots. Un flux semblant a un període durant la postmenopausa, fins i tot un tacat, pot ser un signe de càncer d'endometri.

## Quadre endocrí
Es caracteritza pel fet que, ensems amb l'atròfia ovàrica, hi ha un hipertiroïdisme, una hiperfunció suprarenal amb hipertricosi, tendència a la fragilitat i caiguda dels cabells i a l'alopècia del vèrtex, augment d'excreció urinària de 17-cetosteroides, i augment dels nivells de lípids. La hipòfisi actua amb una hiperfunció gonadotropa, demostrable per l'elevada excreció de gonadotropina per l'orina.

## Quadre clínic
En el quadre clínic, es pot distingir manifestacions vasomotores en forma de sufocacions i crisis sudorals, metabòliques com l'osteoporosi, adiposi, predisposició a l'artrosi, principalment dels genolls i lumbosacra, genitals, com és l'atròfia gradual dels òrgans generals, la qual dona símptomes pelvians locals: vaginitis, pruïja vulvar, i sexuals, que poden anar des d'una minva de l'apetit sexual fins a un augment. També existeixen canvis psicològics tals com depressió, ansietat, irritabilitat, parestèsies, insomni, cefalàlgies.

## Hàbits de vida saludable durant la menopausa
Fomentar que les dones adoptin hàbits de vida saludable a través d'una alimentació adequada, la pràctica d'exercici i la supressió d'hàbits tòxics, constitueix una de les millors formes de prevenció a dur a terme durant la menopausa. Concretament en més detall:
- Dieta i alimentació durant la menopausa: la menopausa s'acompanya d'una tendència a l'increment de pes i canvi en la distribució del greix. És aconsellable limitar el consum de greixos a menys d'un 30 % del total de calories i enriquir la dieta en peix (blau i blanc), ja que ens aporta àcids grassos essencials omega 3, útils en la prevenció d'algunes malalties cardiovasculars.[cal citació] Es recomanable també una dieta alta en calci que ajuda a reduir els símptomes.[85]
- Exercici físic: després de la menopausa es produeix una ràpida pèrdua de massa òssia i també una pèrdua de massa muscular. La pràctica regular d'una activitat física en una dona menopàusica pot resultar molt beneficiosa, ja que afavoreix el sistema circulatori i el sistema múscul esquelètic. L'exercici manté l'elasticitat dels músculs, millora la coordinació i mobilitat contribueix a la crema de calories i manteniment del pes, millora la hipertensió i els nivells de colesterol i té efectes psicològics beneficiosos.[85]
- Eliminar hàbits tòxics: l'alcohol i tabac contribueixen a l'augment de risc d'osteoporosi i malalties cardiovasculars, per la qual cosa es recomana evitar el seu consum.
- Somni: els trastorns del somni són una de les queixes més comunes en la menopausa. Se sap que el pas del temps afecta tant la qualitat com la quantitat de somni, encara que no totes les modificacions poden atribuir-se a l'edat ja que també intervenen factors psicosocials i patològics.[86]
- Diabetis i la menopausa: les constants variacions hormonals que identifiquen a la menopausa, aconsegueixen desequilibrar el control de la glucosa que s'hagi aconseguit a través de dietes nutricionals, exercici i control mèdic, en anys passats. Sobretot perquè en arribar a aquesta etapa les dones que hagin portat una vida sedentària solen presentar més problemes d'humor, d'alimentació i d'exercici.

Per aquest motiu es recomana una vida activa d'acord amb l'estil de vida de cada dona, ja que en arribar a la menopausa moltes dones, no sols arriben a desenvolupar algun tipus de diabetis, sinó, altres malalties com sol ser la hipertensió i obesitat. En alguns casos pot ser indicada la teràpia hormonal substitutiva.

## Gestió
La perimenopausa és una etapa natural de la vida. No és una malaltia ni un trastorn. Per tant, no requereix automàticament cap tipus de tractament mèdic. No obstant això, en aquells casos en què els efectes físics, mentals i emocionals de la perimenopausa són prou forts com per alterar significativament la vida de la dona que els experimenta, de vegades pot ser adequada la teràpia mèdica pal·liativa.

### Teràpia hormonal de la menopausa
En el context de la menopausa, la teràpia hormonal de la menopausa (MHT) és l'ús d'estrògens en dones sense úter i estrògens més progestàgens en dones que tenen un úter intacte.
La MHT pot ser raonable per al tractament dels símptomes de la menopausa, com ara els fogots. És l'opció de tractament més eficaç, sobretot quan s'entrega com un pegat de pell. El seu ús, però, sembla augmentar el risc d'ictus i coàguls de sang Quan s'utilitza per als símptomes de la menopausa, la recomanació global és que la MHT s'ha de prescriure durant el temps que hi hagi efectes i objectius del tractament definits per a la dona individual.
La MHT també és eficaç per prevenir la pèrdua òssia i la fractura osteoporòtica, però generalment només es recomana per a dones amb risc significatiu per a les quals altres teràpies no són adequades.
La MHT pot ser inadequada per a algunes dones, incloses les que tenen un risc més gran de patir malalties cardiovasculars, un risc més elevat de malaltia tromboembòlica (com les que tenen obesitat o antecedents de trombosi venosa) o un risc augmentat d'alguns tipus de càncer. Hi ha certa preocupació que aquest tractament augmenti el risc de càncer de mama. Les dones amb major risc de malaltia cardiometabòlic i TEV poden utilitzar estradiol transdèrmic que no sembla augmentar els riscos en dosis baixes a moderades.
L'addició de testosterona a la teràpia hormonal té un efecte positiu sobre la funció sexual en dones postmenopàusiques, encara que pot anar acompanyada de creixement del cabell o acne si s'utilitza en excés. La teràpia transdèrmica de testosterona en la dosi adequada és generalment segura.

### Moduladors selectius del receptor d'estrògens
Els SERM són una categoria de fàrmacs, produïts sintèticament o derivats d'una font botànica, que actuen selectivament com a agonistes o antagonistes dels receptors d'estrògens de tot el cos. Els SERM més prescrits són el raloxifèn i el tamoxifèn. El raloxifè presenta activitat agonista d'estrògens a l'os i els lípids, i activitat antagonista a la mama i l'endometri. El tamoxifèn s'utilitza àmpliament per al tractament del càncer de mama sensible a les hormones. El raloxifè prevé les fractures vertebrals en dones postmenopàusiques i osteoporòtiques i redueix el risc de càncer de mama invasiu.

### Altres medicaments
Alguns dels ISRS i SNRI semblen alleujar els símptomes vasomotors. Els ISRS i els ISRN més efectius són la paroxetina, l'escitalopram, el citalopram, la venlafaxina i la desvenlafaxina. No obstant això, poden estar associats amb la gana i problemes de son, restrenyiment i nàusees.
La gabapentina o el fezolinetant també poden millorar la freqüència i la gravetat dels símptomes vasomotors. Els efectes secundaris de l'ús de gabapentina inclouen somnolència i mals de cap.

### Teràpia
La teràpia cognitiva conductual i la hipnosi clínica poden disminuir la quantitat que les dones es veuen afectades pels fogots. Encara no s'ha demostrat que el mindfulness sigui efectiu per alleujar els símptomes vasomotors.

### Estil de vida i exercici
S'ha pensat que l'exercici redueix els símptomes de la postmenopausa mitjançant l'augment dels nivells d'endorfines, que disminueixen a mesura que disminueix la producció d'estrògens. Tanmateix, no hi ha proves suficients per suggerir que l'exercici ajudi amb els símptomes de la menopausa. De la mateixa manera, no s'ha demostrat que el ioga sigui útil com a tractament dels símptomes vasomotors.
No obstant això, un IMC elevat és un factor de risc per als símptomes vasomotors en particular. La pèrdua de pes pot ajudar a controlar els símptomes.
No hi ha proves sòlides que les tècniques de refredament, com ara l'ús de roba específica o eines de control del medi ambient (per exemple, ventiladors) ajudin amb els símptomes. La respiració ritmada i la relaxació no són eficaços per alleujar els símptomes.

### Suplements dietètics
No hi ha proves de beneficis consistents de prendre suplements dietètics o productes a base d'herbes per als símptomes de la menopausa. Aquests suplements àmpliament comercialitzats però ineficaços inclouen isoflavones de soja, extractes de pol·len, cohosh negre, omega-3 entre molts altres.

### Medicina alternativa
No hi ha proves del benefici consistent de les teràpies alternatives per als símptomes de la menopausa malgrat la seva popularitat.
A partir del 2023, no hi ha proves que recolzin l'eficàcia de l'acupuntura com a tractament dels símptomes de la menopausa. La revisió Cochrane no va trobar prou evidència el 2016 per mostrar una diferència entre la medicina herbal xinesa i el placebo per als símptomes vasomotors.

## Societat i cultura
La transició a la menopausa és un procés que implica canvis hormonals, menstruals i, normalment, vasomotors. Tanmateix, l'experiència de la menopausa en conjunt està molt influenciada per factors psicològics i socials, com ara l'experiència passada, l'estil de vida, els significats socials i culturals de la menopausa i les circumstàncies socials i materials de la dona. La menopausa s'ha descrit com una experiència biopsicosocial, amb factors socials i culturals que tenen un paper destacat en la manera com s'experimenta i es percep la menopausa.
El paradigma en què una dona considera la menopausa influeix en la seva manera de veure-la: les dones que entenen la menopausa com una condició mèdica la valoren significativament més negativament que les que la veuen com una transició vital o un símbol de l'envelliment. Hi ha algunes evidències que les actituds i expectatives negatives, mantingudes abans de la menopausa, prediuen l'experiència dels símptomes durant la menopausa, i les creences i actituds cap a la menopausa tendeixen a ser més positives en les dones postmenopàusiques que en les premenopàusiques. Les dones amb actituds més negatives cap a la menopausa reporten més símptomes durant aquesta transició.
La menopausa és una etapa de la vida que es viu de diferents maneres. Es pot caracteritzar per reptes personals, canvis en els rols personals dins la família i la societat. Els enfocaments de les dones als canvis durant la menopausa estan influenciats pel seu entorn personal, familiar i sociocultural. Les dones de diferents regions i països també tenen actituds diferents. Les dones postmenopàusiques tenien actituds més positives cap a la menopausa en comparació amb les dones perí- o premenopàusiques. Altres factors que influeixen en les actituds cap a la menopausa inclouen l'edat, els símptomes de la menopausa, l'estat psicològic i socioeconòmic i la professió i l'ètnia.
L'ètnia i la geografia tenen un paper important en l'experiència de la menopausa. Les dones nord-americanes de diferents ètnies informen de tipus significativament diferents d'efectes de la menopausa. Un estudi important va trobar que les dones caucàsiques tenen més probabilitats d'informar el que de vegades es descriuen com a símptomes psicosomàtics, mentre que les dones afroamericanes eren més propenses a informar de símptomes vasomotors.
Pot haver-hi variacions en les experiències de dones de diferents orígens ètnics pel que fa a la menopausa i la cura. Les dones immigrants van presentar més símptomes vasomotors i altres símptomes físics i una salut mental pitjor que les dones no immigrants i estaven majoritàriament insatisfetes amb l'atenció que havien rebut. Les estratègies d'autogestió dels símptomes de la menopausa també es van veure influenciades per la cultura.
Dos estudis multinacionals de dones asiàtiques van trobar que els fogots no eren els símptomes més comuns, sinó que ho eren dolors corporals i articulars, problemes de memòria, insomni, irritabilitat i migranyes. En un altre estudi que comparava les experiències de la menopausa entre dones australianes blanques i dones a Laos, les dones australianes van informar taxes més altes de depressió, així com pors a l'envelliment, augment de pes i càncer, pors que no van informar les dones laosianes, que van situar la menopausa com un esdeveniment positiu. Les dones japoneses experimenten els efectes de la menopausa, o kōnenki (更年期), d'una manera diferent a les dones americanes. Les dones japoneses reporten taxes més baixes de sufocacions i suors nocturns; això es pot atribuir a una varietat de factors, tant biològics com socials. Històricament, el kōnenki s'associava amb mestresses de casa riques de classe mitjana al Japó, és a dir, era una "malaltia de luxe" que les dones de llars rurals tradicionals intergeneracionals no van denunciar. La menopausa al Japó es va veure com un símptoma del procés inevitable d'envelliment, més que com una "transició revolucionària" o una "malaltia per deficiència" que necessitava gestió. A partir de l'any 2005, a la cultura japonesa, els informes de símptomes vasomotors han anat augmentant, i la investigació va trobar que de 140 participants japonesos, els fogots eren freqüents en un 22,1%. Això va ser gairebé el doble que els 20 anys anteriors. Tot i que es desconeix la causa exacta d'això, els possibles factors que contribueixen inclouen els canvis en la dieta, l'augment de la medicalització de les dones de mitjana edat i l'augment de l'atenció dels mitjans sobre el tema. Tanmateix, la notificació de símptomes vasomotors encara és "significativament" més baixa que a Amèrica del Nord.
A més, mentre que la majoria de les dones dels Estats Units aparentment tenen una visió negativa de la menopausa com un moment de deteriorament o declivi, alguns estudis semblen indicar que les dones d'algunes cultures asiàtiques tenen una comprensió de la menopausa que se centra en una sensació d'alliberament i celebra la llibertat del risc d'embaràs. Al marge d'aquestes conclusions, un estudi semblava demostrar que moltes dones nord-americanes "experimenten aquesta vegada com una d'alliberament i autorealització ".
En algunes dones, la menopausa pot provocar una sensació de pèrdua relacionada amb la fi de la fertilitat. A més, aquest canvi sovint s'alinea amb altres factors estressants, com ara la responsabilitat de tenir cura dels pares grans o fer front als reptes emocionals de la "síndrome del niu buit" quan els nens marxen de la llar familiar. Aquesta situació es pot accentuar en cultures on es percep negativament l'edat .

### Impacte en el treball
La vida mitjana és normalment una etapa de la vida en què els homes i les dones poden enfrontar-se a esdeveniments i responsabilitats de la vida exigents, com ara la feina, els problemes de salut i els rols de cura. Per exemple, el 2018, al Regne Unit, les dones d'entre 45 i 54 anys van declarar més estrès relacionat amb el treball que els homes o les dones de qualsevol altre grup d'edat. Sovint s'informa que els fogots són especialment angoixants a la feina i provoquen vergonya i preocupació per una possible estigmatització. Un estudi del juny de 2023 de la Clínica Mayo va estimar una pèrdua anual de 1.800 milions de dòlars als Estats Units a causa dels dies laborals perduts com a conseqüència dels símptomes de la menopausa. Aquest va ser un dels estudis més grans fins ara examinant l'impacte dels símptomes de la menopausa en els resultats laborals. La investigació va concloure que hi havia una gran necessitat de millorar el tractament mèdic per a les dones menopausiques i fer que l'entorn laboral sigui més favorable per evitar aquestes pèrdues de productivitat.

### Etimologia
La menopausa significa literalment el "final dels cicles mensuals" (el final dels períodes mensuals o la menstruació), de la paraula grega pausis ("pausa") i mēn ("mes"). Aquesta és una moneda mèdica; la paraula grega per a la menstruació és realment diferent. En grec antic, les menstruacions es descriuen en plural, ta emmēnia ("els mensuals"), i el seu descendent modern s'ha retallat a ta emmēna. El terme mèdic grec modern és emmenopausis en Katharevousa o emmenopausi en grec demòtic . Els antics grecs no van produir conceptes mèdics sobre cap símptoma associat al final de la menstruació i no van utilitzar una paraula específica per referir-se a aquest moment de la vida d'una dona. La paraula menopausa va ser inventada pels metges francesos a principis del segle XIX. L'etimologia grega es va reconstruir en aquesta època i va ser l'estudiant parisí Charles-Pierre-Louis de Gardanne qui va inventar una variació de la paraula el 1812, que va ser editada a la seva forma francesa final el 1821.
Algunes d'elles van assenyalar que les dones camperoles no tenien queixes sobre el final de les menstruacions, mentre que les dones de classe mitjana urbana tenien molts símptomes preocupants. Els metges en aquest moment consideraven que els símptomes són el resultat d'estils de vida urbans de sedentarisme, consum d'alcohol, massa temps a l'interior i menjar en excés, amb manca de fruita i verdura fresca.
La paraula "menopausa" va ser encunyada específicament per a les dones humanes, on el final de la fertilitat s'indica tradicionalment per l'aturada permanent de les menstruacions mensuals. Tanmateix, la menopausa existeix en alguns altres animals, molts dels quals no tenen menstruació mensual; en aquest cas, el terme significa un final natural de la fertilitat que es produeix abans del final de la vida natural.

### En cultura popular, dret i política
Al segle XXI, les celebritats han parlat de les seves experiències de la menopausa, la qual cosa ha fet que sigui menys un tabú, ja que ha augmentat la consciència dels símptomes debilitants. Posteriorment, els programes de televisió han presentat funcions sobre la menopausa per ajudar les dones que experimenten símptomes. Al Regne Unit, Lorraine Kelly ha estat una defensora d'aconseguir que les dones parlin sobre les seves experiències, inclosa compartir les seves. Això ha provocat un augment de dones que busquen tractament com la TRH. Davina McCall també va dirigir una campanya de conscienciació basada en un documental a Channel 4.
Al Regne Unit, Carolyn Harris va patrocinar el projecte de llei de menopausa (suport i serveis) el juny de 2021. Es tractava d'eximir la teràpia de reemplaçament hormonal dels càrrecs de prescripció del Servei Nacional de Salut i de prendre disposicions sobre el suport i els serveis de la menopausa, inclosa l'educació pública i la comunicació per donar suport a les dones perimenopàusiques i postmenopàusiques, i conscienciar sobre la menopausa i els seus efectes. El projecte de llei es va retirar el 29 d'octubre de 2021.
Als Estats Units, David McKinley, republicà de Virgínia Occidental, va presentar la Llei d'investigació de la menopausa el setembre de 2022 per 100 milions de dòlars el 2023 i el 2024, però es va estancar.

## Altres mamífers
La majoria de les espècies de mamífers arriben a la menopausa quan cessen la producció de fol·licles ovàrics, que contenen òvuls (oòcits), entre un terç i dos terços de la seva vida útil màxima possible. No obstant això, pocs viuen prou temps en estat salvatge per arribar a aquest punt. Als humans s'uneix un nombre limitat d'altres espècies en les quals les femelles viuen substancialment més que la seva capacitat de reproducció. Alguns exemples d'altres inclouen cetacis:beluga, narvals, orques, falses orques i balenes pilot d'aleta curta.
S'ha documentat de la menopausa en una varietat d'altres espècies de vertebrats, però aquests exemples solen ser d'individus captius i, per tant, no són necessàriament representatius del que passa a les poblacions naturals a la natura. La menopausa en captivitat s'ha observat en diverses espècies de primats no humans, inclosos els micos rhesus i els ximpanzés. Algunes investigacions suggereixen que els ximpanzés salvatges no experimenten la menopausa, ja que la disminució de la seva fertilitat està associada a una disminució de la salut general. S'ha informat de la menopausa en elefants en captivitat i guppies. Els gossos no experimenten la menopausa; el cicle estral caní simplement esdevé irregular i poc freqüent. Tot i que les gosses més grans no es consideren bones candidates per a la reproducció, la descendència ha estat produïda per animals més grans. S'han fet observacions similars en gats.

## Evolució
Hi ha diverses teories sobre l'origen i el procés de l'evolució de la menopausa. Aquests intenten suggerir beneficis evolutius per a l'espècie humana derivats del cessament de la capacitat reproductiva de les dones abans del final de la seva vida natural. Es conjectura que en grups altament socials la selecció natural afavoreix les femelles que deixen de reproduir-se i dediquen aquest període de vida postreproductiu a continuar cuidant la descendència existent, tant la pròpia com la d'altres persones amb qui estan emparentades, especialment les seves nétes i néts.

## Dia mundial
El dia mundial de la menopausa és el 18 d'octubre, des de l'any 2000 en què l'OMS el va declarar com a tal.